# Live in Canada 2005: The Dark Secret
Live in Canada: The Dark Secret es el primer disco en vivo de Rhapsody of Fire. Fue grabado en Canadá en 2005.

## Canciones
1. The Dark Secret
2. Unholy Warcry
3. Wisdom of Kings
4. Village of Dwarves
5. Erian's Mystical Rhymes
6. Dawn of Victory
7. Lamento Eroico
8. Nightfall on the Grey Mountain
9. The March of The Sword Master
10. Emerald Sword
11. Gran Finale

- Datos: Q2517524